# Clase alta
La expresión clase alta, dentro de la estratificación convencional de las sociedades contemporáneas, se aplica al grupo de personas opuesta por definición a la clase baja, definida por el nivel, su sociedad y carencias. No obstante, sí existe un consenso general sobre sus límites y características específicas.

## Definiciones coloquiales
Las definiciones coloquiales clase alta atienden a varios criterios:
- Una máxima prosperidad económica en la sociedad de referencia.
- Un alto grado de influencia económica y política, asociado sobre todo a la dirección de las grandes empresas.
- Una posición política y social privilegiada.

## Definiciones sociológicas
Las definiciones científicas de la clase alta dependen de la teoría de la estructuración social empleada por el autor. La mayoría de las definiciones se apoyan ya sea en el marco teórico de Max Weber, centrado en la interacción de las variables de riqueza, poder y prestigio, ya sea en el análisis de Karl Marx, que integra las tres variables en un modelo funcional de la estructura social.

### Definición weberiana
De acuerdo con Weber, la sociedad se estratifica como un continuo a lo largo de tres dimensiones paralelas: la económica, la política y la social. Hasta cierto punto, su modelo es afín a la imagen vulgar de la estratificación, aunque define de manera rigurosa las variables que emplea. De acuerdo con el concepto de Weber, las clases objetivas no necesariamente se corresponden con las identificaciones subjetivas efectuadas por los individuos, sino que se definen por las oportunidades que se les ofrece en los mercados su dotación de capital.
Las dimensiones son:
- El estatus económico, que equivale a la riqueza, es decir, a los ingresos y el capital del que se dispone; la mayor diferencia entre las clases se concentra no en el nivel de ingresos —aunque las disparidades en este pueden ser de hasta un 1000 % entre el quintil superior y el inferior en las sociedades industriales modernas—, sino sobre todo en el volumen y la estructura del capital del que se dispone. La clase alta normalmente dispone de suficiente capital como para dedicarse simplemente a recibir el interés que produce.[4]
- El estatus político, que equivale al poder; aunque es más difícil definir el poder en términos formales o cuantificables que la riqueza, equivale en términos generales a la capacidad que se posee de determinar, directa o indirectamente, la acción de otros. En el modelo de Weber, el poder se concentra sobre todo en el ámbito de la política, a través de la legislación y del monopolio legítimo de la violencia que concentra el Estado. Al estar el control del Estado en manos de una élite, la distribución desigual del poder se concentra en estos;
- El prestigio, la capacidad de influir sobre la acción ajena a través de la impresión carismática que uno produce. El prestigio puede codificarse en medios institucionales, como los términos o títulos honoríficos que se conceden legalmente, o simplemente ejercerse en la interacción social.

El concepto de clase weberiano está basado sobre todo en la primera de estas dimensiones, la económica. La situación de clase es una determinada posición en un mercado, que define objetivamente las posibilidades de acceder a determinados bienes y oportunidades que circulan en este; el aspecto más característico de una posición de clase, en términos de Weber, es precisamente la clase de oportunidades vitales que se abren a los miembros de la misma a partir de la posesión o no de determinados tipos de bienes, y a la manera en que explotan estos en un mercado. La similitud objetiva entre individuos tiende a definir trayectorias y conjuntos de experiencias afines entre estos, aunque los valores que los individuos adscriban subjetivamente a estos sean diferentes. A la vez, la posesión de determinados tipos de bienes define la posibilidad de actuar en determinados mercados, y recibir en ellos determinados beneficios, que a su vez constriñen los conjuntos futuros de posibilidades vitales.
En la sociedad capitalista Weber sostiene que existen básicamente cuatro clases básicas: los trabajadores manuales de cuello azul, la pequeña burguesía, los trabajadores no propietarios de cuello blanco y la clase alta propietaria.
Uno de los puntos cruciales del análisis weberiano de clase es que la clase no es necesariamente una realidad reconocida subjetivamente; los individuos poseen un conjunto determinado de posibilidades, pero no necesariamente son conscientes de ello y de que otros comparten ese mismo destino objetivo. La conversión de las condiciones objetivas en identificaciones subjetivas —comunidades— no es invariable.

### Definición marxista
En la teoría de Marx, las clases no se definen primariamente por su posición en escalas lineales de poder, prestigio o riqueza, sino por su función estructural en las relaciones sociales de producción. Las relaciones sociales de producción, que constituyen la estructura básica de la sociedad, están definidas por el uso y la posesión de los medios de producción, es decir, de aquellos bienes que no están destinados al consumo directo, sino que se utilizan para producir otros bienes. El control sobre los mismos, que es relativamente independiente del volumen del consumo, determina la evolución futura de la producción.
En el esquema marxista, la estructura social capitalista se divide básicamente en dos grandes clases: la clase obreras —es decir, aquellas personas cuya única posesión es su propia fuerza de trabajo— y la clase capitalista o burguesa —es decir, aquellas personas cuya propiedad de los medios de producción define su posición en el intercambio económico y le permite usar su riqueza para aumentar el caudal de la misma a través de la explotación de la fuerza de trabajo de la clase obrera.
De acuerdo con las concepciones de Marx, la pequeña burguesía tendería a desaparecer, siendo absorbidos los más exitosos de sus miembros en la alta burguesía — según la ley de concentración del capital—, mientras que la mayoría de los mismos se proletarizaría.

## Caracterización moderna
Los miembros de esta clase social son distinguibles de las otras clases, por su mayor influencia, poder y riqueza. Esta clase se compone de la gente con una historia de familia en que la riqueza viene de siglos atrás, así como de aquellos que han adquirido su riqueza y su influencia desde 1900, llamados Nuevos ricos.
Algunos políticos, herederos de fortunas, altos ejecutivos de empresas, directores ejecutivos, capitalistas de éxito, aquellos nacidos en la alta sociedad y algunas celebridades pueden ser considerados miembros de esta clase. Algunos profesionales prominentes y de alto nivel también pueden ser incluidos si alcanzan una gran influencia y riqueza. La principal característica distintiva de esta clase, que se estima que constituye aproximadamente el 1 % de la población, es la fuente de ingresos. Si bien la gran mayoría de las personas y los hogares obtienen sus ingresos de sueldos o salarios, los de la clase alta obtienen sus ingresos de las inversiones y las ganancias de capital. Las estimaciones para el tamaño de este grupo varían comúnmente del 1 % al 2 %, mientras que algunas encuestas indican que hasta el 6 % de la población se identifica como "clase alta". El sociólogo Leonard Beeghley considera que la riqueza es la única característica distintiva significativa de esta clase y, por lo tanto, se refiere a este grupo simplemente como "los ricos".
"Los miembros de la clase capitalista en la parte superior de la jerarquía tienen una influencia en la economía y la sociedad mucho más allá de su número. Toman decisiones de inversión que abren o cierran oportunidades de empleo para millones de personas. Contribuyen con dinero a los partidos políticos y, a menudo, poseen empresas de medios que les permiten influir sobre el pensamiento de otras clases... La clase capitalista lucha por perpetuarse: los activos, los estilos de vida, los valores y las redes sociales... todos han pasado de una generación a la siguiente." -Dennis Gilbert, The American Class Structure, 1998
Sociólogos como W. Lloyd Warner, William Thompson y Joseph Hickey reconocen las diferencias de prestigio entre los miembros de la clase alta. Se puede considerar que las familias establecidas, los profesionales prominentes y los políticos tienen más prestigio que algunas celebridades de entretenimiento que a su vez pueden tener más prestigio que los miembros de las élites locales. Sin embargo, los sociólogos contemporáneos argumentan que todos los miembros de la clase alta comparten una gran riqueza, influencia y bienes como su principal fuente de ingresos para ser reconocidos como miembros de la misma clase social. Como la gran ventaja financiera es la principal característica distintiva de esta clase, el sociólogo Leonard Beeghley de la Universidad de Florida identifica a todos los hogares "ricos", aquellos con ingresos en el 1 % superior, como la clase alta.

## Clase social e ingresos
Los teóricos funcionales en sociología y economía afirman que la existencia de clases sociales es necesaria para distribuir personas de modo que solo los más calificados puedan adquirir puestos de poder, y para que todas las personas cumplan sus deberes ocupacionales con arreglo a su habilidad. Notablemente, este punto de vista no aborda la riqueza, que juega un papel importante en la asignación de estatus y poder.
Para asegurar que las tareas importantes y complejas sean efectuadas por personal calificado y motivado, la sociedad ofrece incentivos tales como los ingresos y el prestigio. Cuantos más escasos sean los solicitantes calificados, y cuanto más esencial sea la tarea, mayor será el incentivo. Los ingresos y el prestigio que se utilizan a menudo para distinguir la clase social de una persona son meramente los incentivos que se otorgan a esa persona para cumplir todos los requisitos para completar una tarea importante que es de gran importancia en la sociedad debido a su valor funcional.
"Debería enfatizarse... que una posición no trae poder y prestigio porque atrae un ingreso alto. Más bien, atrae un ingreso alto porque es funcionalmente importante y el personal disponible es, por una razón u otra, escaso. Por lo tanto, es superficial y erróneo considerar el ingreso alto como la causa del poder y el prestigio de una persona, así como es erróneo pensar que la fiebre de un hombre es la causa de su enfermedad... La fuente económica del poder y el prestigio no es el ingreso principalmente, sino la propiedad de los bienes de capital (incluidas las patentes, la buena voluntad y la reputación profesional). Tal propiedad debe distinguirse de la posesión de los bienes de los consumidores, que es un índice más que una causa de posición social". - Kingsley Davis y Wilbert E. Moore, Principios de estratificación.
Como se mencionó anteriormente, el ingreso es una de las características más destacadas de la clase social, pero no necesariamente una de sus causas. En otras palabras, los ingresos no determinan el estado de un individuo o de un hogar, sino que reflejan ese estado. El ingreso y el prestigio son los incentivos para cubrir todos los puestos con el personal más calificado y motivado posible.

## Millos
Los hogares con una riqueza neta de 1 millón de dólares o más pueden ser identificados como miembros del grupo demográfico socioeconómico superior, según el modelo de clases generalmente utilizado. Mientras que la mayoría de los sociólogos estiman que solo el 1 % de los hogares son miembros de la clase alta, el sociólogo Leonard Beeghley afirma que todos los hogares con una riqueza neta de 1 millón o más se consideran "ricos". Divide a "los ricos" en dos subgrupos: los ricos y los súper ricos. Los ricos constituyen aproximadamente el 5 % de los hogares de las sociedades avanzadas y su riqueza se basa principalmente en el valor de la vivienda. Otros sociólogos contemporáneos, como Dennis Gilbert, argumentan que este grupo no forma parte de la clase alta, sino que forma parte de la clase media alta, ya que su nivel de vida se deriva en gran parte del ingreso generado por la ocupación y su afluencia es muy inferior a la alcanzado por el percentil superior. Los súper ricos, según Beeghley, son aquellos que pueden vivir de su riqueza sin depender de los ingresos derivados de la ocupación. Este grupo demográfico constituye aproximadamente el 1 % de los hogares en las sociedades avanzadas. La definición de Beeghley de los súper ricos es congruente con la definición de clase alta empleada por la mayoría de los demás sociólogos.